# Vasteḍḍa
La vasteḍḍa (/vastɛɖɖa/ ou /vaʃtɛɖɖa/), vastieḍḍa ou guasteḍḍa, est un pain (pagnotta) italien. Elle est aussi bien répandue à Palerme, où elle est utilisée pour la préparation du pani câ mèusa, qu'en Sicile sud-orientale (provinces de Catane et Syracuse),. 
Elle est incluse dans la liste officielle des produits agroalimentaires traditionnels italiens.

## Préparation
La vasteḍḍa est de grandes dimensions dont le poids varie entre 500 g et 1 500 g de forme ronde écrasée et pleine. La mie, tendre, a une couleur jaune classique et la croute est caractérisée par sa couleur brune. La vasteḍḍa est aussi consommée garnie de caciocavallo ou de ricotta.
Sa préparation est à base de farine, eau, levure, sel et fleurs de sureau.